# 9 (película de 2021)
9 es una película dramática uruguaya de 2021 escrita y dirigida por Martín Barrenechea y Nicolás Branca. Protagonizada por Enzo Vogrincic y Rafael Spregelburd, la cinta obtuvo varios premios internacionales entre los que se destacan el Premio FIPRESCI de la Federación Internacional de Prensa Cinematográfica como mejor película latinoamericana en el 36 Festival de Cine de Mar del Plata, el Colón de Plata a la mejor dirección en la 47 edición del Festival de Huelva de Cine Iberoamericano, el Nueva Visión Award como Best Film from Spain/Latin America en la 37a edición del Santa Barbara Film Festival, también fue galardonada con el premio a la mejor película internacional en la octava edición de los National Film Awards del Reino Unido.Asimismo, fue considerada por el Instituto Nacional del Cine y el Audiovisual Uruguayo para la selección uruguaya al Mejor Largometraje Internacional en la 95ª edición de los Premios de la Academia, pero finalmente no fue elegida.

## Sinopsis
Christian Arias (Enzo Vogrincic) es un exitoso futbolista profesional que a sus 23 años se proyecta como una gran figura internacional. No obstante, vive aislado en un ambiente lujoso y solitario, asediado por fanáticos, y la prensa, y condenado a cumplir compromisos marcados por sus padres, quienes también actúan como sus representantes. Debido a la presión, Christian siente por primera vez la necesidad de escapar.

## Reparto
Los actores que participan en esta película son: 
- Enzo Vogrincic como Christian
- Rafael Spregelburd como Óscar
- Horacio Camandulle como Wilmer
- Rogelio Gracia como Damián
- Roxana Blanco como Dra. Gutman
- Sofía Lara como Belén
- Santiago Sanguinetti como Gabriel

## Producción
La idea de la película se basa en el incidente que protagonizó Luis Suárez en la Copa Mundial de Fútbol de 2014 al dar un mordisco al defensor italiano Giorgio Chiellini.Es coproducción entre la productora argentina Pensa & Rocca y la uruguaya U Films,y fue realizada con fondos nacionales, como el Fondo de Fomento del Instituto del Cine y el Audiovisual del Uruguay (ICAU), Montevideo Filma y el Programa Uruguay Audiovisual.
La fotografía principal comenzó en septiembre de 2020.

## Lanzamiento
La película fue estrenada el 12 de noviembre de 2021 en la Sección Oficial del 47.º Festival de Cine Iberoamericano de Huelva. El 7 de julio de 2022 tuvo su estreno comercial en las salas de cine uruguayas.